# Amagasaki
Amagasaki (japanska: 尼崎市?, Amagasaki-shi) är en stad i Hyōgo prefektur i Japan. Den ligger längst österut i prefekturen på gränsen till Ōsaka.
Staden fick stadsrättigheter 1916 och har sedan 2009
status som kärnstad (japanska: 中核市?, Chūkakushi) enligt lagen om lokalt självstyre.
Staden är främst en industristad.